# Theodora Komnene Antiochijská
Theodora Komnene (fl. 1140) byla praneteř Manuela I. Komnena, byzantského císaře, možná dcera Jana Komnena a Marie Taronitissy a druhá manželka Bohemunda III., knížete z Antiochie.
Byla matkou:
- Konstance (zemřela mladá)
- Filipa, která se provdala za Balduina Patriarchu
- Manuel (1176 † 1211)

Její prastrýc Manuel I. Komnenos zemřel v roce 1180. Bohemund se proto domníval, že spojenectví s Byzancí již nebude prospěšné a s Theodorou se rozvedl.
Theodora se poté znovu provdala za Waltera z Béthune, syna pána z Bethsanu.